# FC Bornholm
FC Bornholm (Fodbold Club Bornholm, forkortet FCB) var en dansk eliteoverbygning for fodboldklubber beliggende på Bornholm. Ved etableringen omfattede overbygningssamarbejdet for herrer udelukkende femten bornholmske moderklubber, men i årene, der fulgte, stødte flere fodboldklubber til, således at eliteoverbygningen i 2005 havde tilslutning af samtlige daværende nitten fodboldklubber/fodboldafdelinger på Bornholm. Administrationen og det fælles seniormandskab var hjemmehørende i den vestbornholmske by Rønne, hvor hjemmebanekampene i de landsdækkende turneringer afvikledes på Rønne Stadion Nord, med en samlet stadionkapacitet på 6.000 tilskuere, og i perioden 2004–2005 ligeledes også på Nexø Stadion (kapacitet til 3.000 tilskuere) i Nexø i den østlige del af øen. Foruden seniorholdet bestod samarbejdet også af en række ungdomshold (FC Bornholm Ungdom), hvis hjemmebanekampe blev fordelt blandt moderklubberne. Fodboldsamarbejdet var medlem af lokalforbundet Bornholms Boldspil-Union (BBU) og derigennem det nationale fodboldforbund Dansk Boldspil-Union (DBU).
Eliteoverbygningen havde sportslig virkning fra og med 1999-sæsonen, hvor man overtog spillelicensen til Danmarksserien fra Idrætsklubben Viking Rønne. De næste syv sæsoner tilbragtes i henholdsvis Danmarksserien og Kvalifikationsrækken før seniorholdet i efteråret 2005 endte med at rykke ud af de landsdækkende rækker, administreret af DBU, og ned i den øverste fodboldrække under lokalforbundet Københavns Boldspil-Union, Københavnsserien. Nedrykningen medførte en omstrukturering af samarbejdet og en udlicitering af de enkelte fælleshold, hvor ansvaret for seniorholdet blev overladt til IK Viking Rønne, der i 2006 derfor spillede under navnet FC Bornholm/Viking i Københavnsserien og DBU's Landspokalturnering. Seniorholdet ophørte med at eksistere med udgangen af 2006-sæsonen, da holdet på ny rykkede ned. FC Bornholm blev herefter en eliteoverbygning på ungdomsplan med hold for U/18 (ynglinge), U/16 (junior), U/14 (drenge) og U/17 (piger), som fortsatte under navnene: FC Bornholm, FC Bornholm/AaIF (ungdomshold udliciteret til Aarkirkeby Idrætsforening) og FC Bornholm/RIK (ungdomshold udliciteret til Rønne Idrætsklub) frem til udgangen af år 2010.

## Moderklubberne
Alle 19 daværende fodboldklubber på Bornholm blev med tiden en del af eliteoverbygningen på seniorplan:
- Allinge-Sandvig Gymnastikforening[4][1]
- Idrætsklubben Viking Rønne[4][1]
- Gudhjem Idrætsforening[4]
- Poulsker Idrætsforening[4]
- Pedersker Idrætsforening[4]
- Østerlars Boldklub[4]
- Klemensker Idrætsforening[4]
- Rø Idrætsforening[4]
- Østermarie Idrætsforening[4]
- Knudsker Idrætsforening[4]
- Rønne Idrætsklub[4][1]
- Aakirkeby Idrætsforening[4]
- Nyker Idrætsforening[4]
- Svaneke Boldklub[4]
- Aarsballe Boldklub[4]
- Nyvest Idrætsforening[5]
- 1. januar 2004 – 31. december 2005: Nexø Boldklub[1][6]
- 1. januar 2004 – 31. december 2005: Hasle Idrætsforening[1][6][7]
- Tejn Idrætsforening[1]

## Førsteholdstruppen

### Trænerstaben
Den kronologiske oversigt inkluderer alle pokal- og seriekampe på 1. seniorplan.
Statistik: Antal kampe (vundne, uafgjorte og tabte) og mål for/imod, Gs.pts: Gennemsnitligt antal points pr. kamp (efter 3 point systemet)
| Startdato      | Slutdato          | Cheftræner(e)                                         | Assistent(er)   | Kampstatistik | Kampstatistik | Gs.pts. | Bedrifter | Kilde(r) |
| -------------- | ----------------- | ----------------------------------------------------- | --------------- | ------------- | ------------- | ------- | --------- | -------- |
| 1. januar 1999 | 14. maj 1999      | Flemming Hansen                                       | i/t             | -             | -             | -       | -         | [ 1 ]    |
| 14. maj 1999   | 31. december 1999 | Michael Madsen                                        | i/t             | -             | -             | -       | -         | [ 1 ]    |
| 1. januar 2000 | 15. juni 2000     | Erling Nielsen og Niels J. »Nalle« Pedersen           | i/t             | -             | -             | -       | -         | [ 1 ]    |
| 15. juni 2000  | 30. juni 2002     | Michael Madsen og Peer F. Hansen                      | i/t             | -             | -             | -       | -         | [ 1 ]    |
| 1. juli 2002   | 31. december 2003 | Allan Kuhn (spillende træner)                         | i/t             | -             | -             | -       | -         | [ 1 ]    |
| 1. januar 2004 | 31. december 2004 | Jan B. Poulsen                                        | i/t             | -             | -             | -       | -         | [ 1 ]    |
| 1. januar 2005 | 31. december 2005 | John Ottesen og Peter Bjørn Jensen (spillende træner) | i/t             | -             | -             | -       | -         | [ 1 ]    |
| 1. januar 2006 | nov./dec. 2006    | Warny Jensena                                         | Jacob Gjettinga | -             | -             | -       | -         | ...      |

a: Under konstruktionen FC Bornholm/Viking.

## Klubbens seniorresultater

### Danmarksturneringen i fodbold og serier
Niv: Rækkens niveau i den pågældende sæson, Nr: Slutplacering, Tilskuere: Tilskuergennemsnit på både ude- og hjemmebane.
| Sæson        | Niv | 0Liga0                         | Nr   | Statistik   | Statistik | 0Topscorer0                             | 0Tilskuere0 |
| ------------ | --- | ------------------------------ | ---- | ----------- | --------- | --------------------------------------- | ----------- |
| 1999         | 5   | 0Danmarksserien, kreds 1       | 010. | 26-8-7-11   | 37-54     |                                         |             |
| 2000 forår   | 4   | 0Danmarksserien, pulje 1       | 09.  | 13-4-5-4    | 16-18     |                                         |             |
| 2000–2001    | 4   | 0Danmarksserien, pulje 1       | 014. | 30-6-7-17   | 37-71     |                                         |             |
| 2001 efterår | 5   | 0Kvalifikationsrækken, pulje 1 | 03.  | 14-6-2-6    | 35-29     |                                         |             |
| 2002 forår   | 5   | 0Kvalifikationsrækken, pulje 1 | 07.  | 14-3-3-8    | 23-34     |                                         |             |
| 2002 efterår | 5   | 0Kvalifikationsrækken, pulje 1 | 04.  | 14-6-3-5    | 38-32     |                                         |             |
| 2003 forår   | 5   | 0Kvalifikationsrækken, pulje 1 | 01.  | 14-9-2-3    | 34-13     |                                         |             |
| 2003–2004    | 4   | 0Danmarksserien, pulje 1       | 09.  | 30-10-10-10 | 45-41     |                                         |             |
| 2004–2005    | 4   | 0Danmarksserien, pulje 1       | 015. | 30-6-6-18   | 32-63     | 0Nikolai Jørly, 7 mål                   |             |
| 2005 efterår | 5   | 0Kvalifikationsrækken, pulje 1 | 06.  | 14-6-3-5    | 38-37     | 0Nikolai Jørly og Jacob Gjetting, 4 mål |             |
| 2006a        | 6   | 0Københavnsserien              | 06.  | 26-14-2-10  | 72-62     |                                         |             |

a: Deltog under navnet FC Bornholm/Viking.

### DBU's Landspokalturnering for herrer
Lokale r. refererer til de indledende kvalifikationsrunder administreret af lokalunionerne forud for DBU's hovedturnering.
Farverne indikerer ingen deltagelse i pågældende runde (hvid), rundekamp spillet (sølv) og sidste runde kamp spillet (bronze).
| Sæson     | Vinder | Finale | Semif. | Kvartf. | 5. runde | 4. runde | 3. runde | 2. runde | 1. runde | Lokale r. |
| --------- | ------ | ------ | ------ | ------- | -------- | -------- | -------- | -------- | -------- | --------- |
| 1999-2000 |        |        |        |         |          |          |          | HBI      | KB       | .         |
| 2000-2001 |        |        |        |         |          |          |          |          | GIF      | .         |
| 2001-2002 |        |        |        |         |          |          |          |          | FB       | .         |
| 2002-2003 |        |        |        |         |          |          | BKF      | BKFA     | R. KFUM  | .         |
| 2003-2004 |        |        |        |         |          |          |          | B.93     | LB       | .         |
| 2004-2005 |        |        |        |         |          |          |          | LB       | SBI      | .         |
| 2005-2006 |        |        |        |         |          |          |          |          | AFK      | .         |

| Sæson      | Vinder | Finale | Semif. | Kvartf. | 4. runde | 3. runde | 2. runde | 1. runde | Lokale r. |
| ---------- | ------ | ------ | ------ | ------- | -------- | -------- | -------- | -------- | --------- |
| 2006-2007a |        |        |        |         |          |          | GFK      | FIX      | .         |

a: Deltog under navnet FC Bornholm/Viking.